# Kanefertoemre
Kanefertoemre was een oud-Egyptische koning (farao) in de tweede tussenperiode. Hij geldt als twintigste heerser van de 14e dynastie en regeerde in de 17e eeuw v.Chr.
Kanefertoemre was de opvolger van Sanchibre en werd opgevolgd door een farao waarvan de naam niet helemaal bekend is, Sechem...re.

## Bron
- Narmer.pl